# Symplocos prionophylla
Symplocos prionophylla är en tvåhjärtbladig växtart som beskrevs av William Botting Hemsley. Symplocos prionophylla ingår i släktet Symplocos och familjen Symplocaceae. Inga underarter finns listade i Catalogue of Life.